# 咸白線
咸白線（ハムベクせん）は、大韓民国江原特別自治道旌善郡の礼美駅と鳥洞信号場を結ぶ韓国鉄道公社（KORAIL）の鉄道路線。太白線の支線である。

## 路線データ
- 路線距離：9.6キロメートル
- 軌間：1435ミリメートル
- 駅数：3（起終点駅、仮乗降場を含む）
- 複線区間：なし（全線単線、ただし、太白線の複線機能を担っている）
- 電化区間：全線（交流25 kV, 60 Hz）

## 概要
当線は、当線と並走する太白線の列車運行量を拡充し、あわせて重量貨物列車が安全のために迂回運行できるようにすべく、列車が運行されている。列車の運行本数等により、臨時列車は当線で太白線の列車を待避することがある。また、ループ線があるなど太白線よりも勾配が緩やかなため、太白線の貨物列車の多くは当線を経由して運転されることが多い。なお、当線と並走する太白線は、運行列車の上下方向を分担しあっている訳ではなく、列車運行は上下両方向に向かって行なわれている。
定期旅客列車は、2007年12月31日限りで当路線の経由を終了した。

## 歴史

太白線・咸白線開業年度

- 1937年 : 朝鮮鉄道が忠北線の延伸線として忠州駅 - 堤川駅 - 寧越駅間の着工認可を取得[1]
- 1949年5月3日：着工。
- 1957年3月9日：寧越駅 - 礼美駅 - 咸白駅間22.6kmが完成。
- 1974年6月20日：電化工事完成、電気機関車の運行開始。
- 1974年12月20日：咸白駅 - 鳥洞信号場間のループトンネル（咸白第一トンネル）着工。
- 1976年12月30日：咸白駅 - 鳥洞信号場間の咸白第一トンネルが完成し、全線開通。
- 1977年8月13日：ATS設置。
- 1984年4月10日：CTC化完了。
- 2008年1月1日：旅客営業を停止。

## 駅一覧
- 駅所在地は全線江原特別自治道旌善郡内。

| 駅名       | 駅名       | 駅名    | 駅間キロ (km) | 累計キロ (km) | 駅 等級      | 駅種別       | 接続路線               |
| 日本語     | ハングル   | 英語    | 駅間キロ (km) | 累計キロ (km) | 駅 等級      | 駅種別       | 接続路線               |
| ---------- | ---------- | ------- | ------------- | ------------- | ------------ | ------------ | ---------------------- |
| 礼美駅     | 예미역     | Yemi    | 0.0           | 0.0           | 3級          | 普通駅       | 韓国鉄道公社：太白本線 |
| 咸白駅     | 함백역     | Hambaek | 5.2           | 5.2           | 無配置簡易駅 | 無配置簡易駅 |                        |
| 鳥洞信号場 | 조동신호장 | Jodong  | 4.4           | 9.6           | 信号場       | 信号場       | 韓国鉄道公社：太白本線 |